# 15017 Cuppy
15017 Cuppy è un asteroide della fascia principale interna. Scoperto nel 1998, presenta un'orbita caratterizzata da un semiasse maggiore pari a 2,325813 UA e da un'eccentricità di 0,161621, inclinata di 6,212189° rispetto all'eclittica. Ha un diametro di 1,795 km e un'albedo di 0,500.
Fa parte della famiglia di asteroidi Flora.
L'asteroide è dedicato al giornalista statunitense William Jacob Cuppy.